# Tassa (unitat de volum)
|  | Per a altres significats, vegeu «Tassa». |

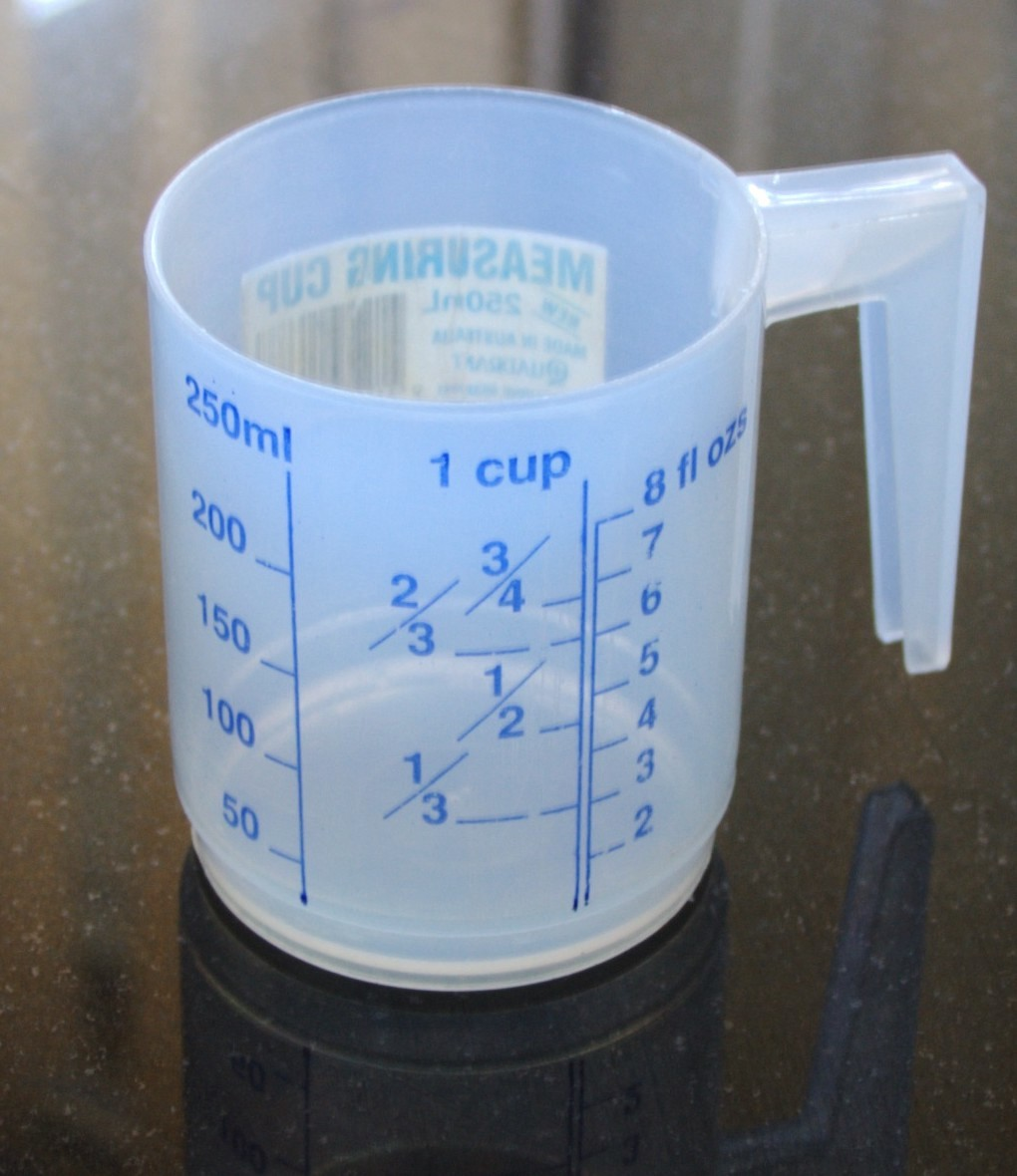
Tassa (cup)

Una tassa (en anglès cup) és una unitat de mesura de volum. A l'origen només designava el volum d'ingredients de cuina que cap en una tassa, però la necessitat d'estandartizar-la en un sistèma mètric, va fer que defineix un contingut definita amb precisió.
Als països d'Amèrica Llatina, Austràlia, Nova Zelanda i Canadà, s'utilitza la tassa decimal que equival a  250  ml o cm ³ o  250  g (quan es tracta d'aigua).
Als Estats Units i al Regne unit s'utilitza la seqüència: 1 galó = 4 quarts= 8 pintes = 16 tasses= 32 gills, però el contingut no és el mateix en el sistema americà i el sistema imperial britànic. El sistema imperial, vigeix al Regne Unit, a la major part dels països del Commonwealth i en països influïts per l'ex imperi britànic, com el Japó o la Xina.
| La tassa  | La tassa                             | La tassa       | La tassa                      | La tassa        | La tassa      |
| --------- | ------------------------------------ | -------------- | ----------------------------- | --------------- | ------------- |
| Nom       | tassa imperial                       | tassa imperial | tassa americana               | tassa americana | tassa decimal |
| 1⁄16 galó |                                      |                |                               |                 |               |
| 1⁄4 quart |                                      |                |                               |                 |               |
| 1⁄2 pinta |                                      |                |                               |                 |               |
| 1 tassa   | 8 unces líquides 17,338714549476 in³ | 284,130625 ml  | 10 unces líquides 14,4375 in³ | 236,5882365 ml  | 250 ml        |
| 2 gills   |                                      |                |                               |                 |               |